# Agustín Vera
Agustín Vera (22 de octubre de 1889-13 de mayo de 1946) fue un escritor, abogado y catedrático mexicano conocido principalmente por su obras Leyendas potosinas y La revancha, esta última es una novela ambientada en la Revolución Mexicana considerada una de las exponentes características del género.

## Biografía
Agustín Vera nació el 22 de octubre de 1889 en Acámbaro, Guanajuato. Vivió sus primeros años en  diferentes lugares como Puebla y Aguascalientes, hasta que finalmente se estableció en San Luis Potosí en 1900. Siendo todavía muy joven fundó la revista literaria Capullos en 1907, junto con Jorge Adalberto Vázquez y Gildardo Estrada Dávalos. Vázquez fue el director de la revista que funcionó solo durante unos meses, pero sirvió como plataforma para dar a conocer la obra de muchos escritores potosinos contemporáneos.
Estudió derecho en el Instituto Científico y Literario de San Luis Potosí, obteniendo su título en 1914. Una vez graduado fue catedrático de derecho internacional en la misma institución y profesor de literatura en la escuela preparatoria. En el ejercicio de su profesión llegó a ocupar los cargos de juez y magistrado del Supremo Tribunal de Justicia del Estado.
Fue colaborador de la revista Proteo, fundada por Jesús Silva Herzog y Jorge Adalberto Vázquez en 1917. Alternó el trabajo como abogado y profesor con su carrera literaria, escribió historias cortas, novela, teatro y poesía, pero es conocido principalmente por sus libros La revancha (1930) y Leyendas potosinas (1941). La revancha, una novela ambientada en la Revolución Mexicana, es considerada una de las exponentes características del género.
Falleció el 13 de mayo de 1946 en la ciudad de San Luis Potosí, San Luis Potosí.

## Obra
Entre sus obras se encuentran:

### Antología
- La novela de la revolución mexicana 2 (1960)
- Literatura potosina : cuatrocientos años (1992)

### Narrativa
- Leyendas potosinas —algunas fuentes lo nombran Tradiciones potosinas— (1941)

### Novela
- En la profunda sombra (1916)
- La revancha (1930)

### Teatro
- Como en los cuentos